# Раштановка
Раштановка (рос. Раштановка) — село в Павловському районі Ульяновської області Російської Федерації.
Населення становить 233 особи. Входить до складу муніципального утворення Холстовське сільське поселення.

## Історія
Від 2004 року входить до складу муніципального утворення Холстовське сільське поселення.

## Населення
| 2010 |
| ---- |
| 233  |